# Спартак (футбольний клуб, Тамбов)
Футбольний клуб «Спартак» або просто «Спартак» (рос. Футбольный клуб «Спартак» Тамбов) — російський футбольний клуб з міста Тамбов. Виступав у другому дивізіоні, зона «Центр». У 2013 році у зв'язку з припиненням фінансування клуб виключений з другого дивізіону. Нині виступає в Чемпіонаті Тамбовської області.

## Хронологія назв
- 1960—1972 — «Спартак»
- 1972—1979 — «Ревтруд»
- 1980—н.ч. — «Спартак»

## Історія
У 1960 році вирішили ліквідувати Першість РРФСР. За рахунок найсильніших команд областей, не представлених в першості СРСР, вирішили розширити клас «Б». В цьому ж році для участі в матчах серед команд класу «Б» чемпіонату СРСР у Тамбові вирішили створити спортивне товариство «Спартак», сформоване з найкращих футболістів Тамбовської області. Протягом наступних 11 сезонів, з 1960 по 1970 рік тамбовський «Спартак» регулярно брав участь у турнірах класу «Б», але значних успіхів так і не досяг, займаючи місця у другій десятці команд своєї зони. У 1971 році футбольні функціонери знову вирішили реформувати структуру проведення першості країни. Ліквідували клас «Б», а всім провідним командам своїх областей надали місце в другій лізі, куди й потрапив тамбовський «Спартак». Ті роки для команди виявилися дуже важкими, тому прийняли рішення передати клуб у відомство заводу «Ревтруд», де під однойменною назвою команда виступала до кінця 70-х років XX століття. Відродження Тамбовського футболу розпочалося в 80-і роки з повернення команді історичної назви «Спартак». У свій перший сезон «червоно-білі» зайняли 5-е місце, а наступного року перевершили це досягнення й за підсумками сезону «Спартак» посів 4-е місце у своїй зоні.
У 1988 році команда знову пробилася в першу п'ятірку зонального турніру.
З 1992 року «Спартак» почав виступати на перших порах у Другій, а потім і в Третій лізі Чемпіонату Росії. На початку 90-х років «червоно-білі» в чемпіонатах виступали невдало. У 1995 році в Третій лізі клуб вдруге 4-е місце.
У 1996 році «Спартак» тріумфально займає 1 місце в зоні 5 Третьої ліги і переходить до другої ліги. Серед сильних команд другого дивізіону протягом декількох років тамбовський «Спартак» перебував у групі лідерів. У 2000 році команда втретє повторює своє найвище досягнення — 4-е місце в зоні «Центр».

## Клубні кольори
| Червоний | Білий |

## Досягнення
Тамбовський «Спартак» посідає друге місце, після «СКА-Хабаровська», якому належить унікальне досягнення в домашніх матчів без поразок поспіль — 74.

### Національні
- /  Друга ліга / Другий дивізіон
  - 4-е місце (4): 1982, 1986, / 1998, 2000

- Третя ліга ПФЛ
  -  Чемпіон (1): 1996

## Статистика виступів

### У чемпіонатах СРСР
| Сезон | Ліга                                     | Місце | Примітки |
| ----- | ---------------------------------------- | ----- | -------- |
| 1960  | Клас «Б» СРСР, РРФСР, зона 1             | 13    |          |
| 1961  | Клас «Б» СРСР, РРФСР, зона 3             | 9     |          |
| 1962  | Клас «Б» СРСР, РРФСР, зона 2             | 13    |          |
| 1963  | Клас «Б» СРСР, РРФСР, зона 2             | 16    |          |
| 1964  | Клас «Б» СРСР, РРФСР, зона 3             | 10    |          |
| 1965  | Клас «Б» СРСР, РРФСР, зона 3             | 12    |          |
| 1966  | Клас «Б» СРСР, РРФСР, зона 3             | 16    |          |
| 1967  | Клас «Б» СРСР, РРФСР, зона 1             | 16    |          |
| 1968  | Клас «Б» СРСР, РРФСР, зона 2             | 10    |          |
| 1969  | Клас «Б» СРСР, РРФСР, зона 3             | 7     |          |
| 1970  | Клас «Б» СРСР, РРФСР, зона 2, підгрупа 1 | 17    |          |
| 1971  | Друга ліга СРСР, зона 4                  | 20    |          |
| 1972  | Друга ліга СРСР, зона 4                  | 13    |          |
| 1973  | Друга ліга СРСР, зона 4                  | 15    |          |
| 1974  | Друга ліга СРСР, зона 4                  | 17    |          |
| 1975  | Друга ліга СРСР, зона 3                  | 18    |          |
| 1976  | Друга ліга СРСР, зона 4                  | 20    |          |
| 1977  | Друга ліга СРСР, зона 3                  | 21    |          |
| 1978  | Друга ліга СРСР, зона 3                  | 22    |          |
| 1979  | Друга ліга СРСР, зона 3                  | 19    |          |
| 1980  | Друга ліга СРСР, зона 1                  | 5     |          |
| 1981  | Друга ліга СРСР, зона 3                  | 14    |          |
| 1982  | Друга ліга СРСР, зона 1                  | 4     |          |
| 1983  | Друга ліга СРСР, зона 1                  | 10    |          |
| 1984  | Друга ліга СРСР, зона 1                  | 12    |          |
| 1985  | Друга ліга СРСР, зона 5                  | 10    |          |
| 1986  | Друга ліга СРСР, зона 1                  | 4     |          |
| 1987  | Друга ліга СРСР, зона 1                  | 16    |          |
| 1988  | Друга ліга СРСР, зона 3                  | 5     |          |
| 1989  | Друга ліга СРСР, зона 5                  | 12    |          |
| 1989  | Друга ліга СРСР, Дод. фінал              | 3     |          |
| 1990  | Друга ліга СРСР, зона 5                  | 5     |          |
| 1991  | Друга ліга СРСР, зона 5                  | 13    |          |

### У кубках СРСР
| Сезон   | Стадія  | Примітки                  |
| ------- | ------- | ------------------------- |
| 1961    | 1/64    | Кубок СРСР, РРФСР, зона 3 |
| 1962    | 1/256   | Кубок СРСР, РРФСР, зона 2 |
| 1963    | 1/1024  | Кубок СРСР, РРФСР, зона 2 |
| 1964    | 1/512   | Кубок СРСР, РРФСР, зона 3 |
| 1965/66 | 1/1024  | Кубок СРСР, РРФСР, зона 3 |
| 1966/67 | 1/2048  | Кубок СРСР, РРФСР, зона 3 |
| 1967/68 | 1/2048  | Кубок СРСР, РРФСР, зона 1 |
| 1968/69 | Володар | Кубок СРСР, РРФСР, зона 2 |
| 1987/88 | 1/64    | Кубок СРСР                |

### У чемпіонатах Росії
| Сезон   | Ліга                          | Місце | Примітки           |
| ------- | ----------------------------- | ----- | ------------------ |
| 1992    | Другий дивізіон, зона 2       | 21    |                    |
| 1993    | Другий дивізіон, зона 3       | 16    | Виліт у Третю лігу |
| 1994    | Третя ліга Росії, зона 5      | 13    |                    |
| 1995    | Третя ліга Росії, зона 5      | 4     |                    |
| 1996    | Третя ліга Росії, зона 5      | 1     | Вихід у Другу лігу |
| 1997    | Друга ліга, зона «Захід»      | 5     |                    |
| 1998    | Другий дивізіон, зона «Центр» | 4     |                    |
| 1999    | Другий дивізіон, зона «Центр» | 7     |                    |
| 2000    | Другий дивізіон, зона «Центр» | 4     |                    |
| 2001    | Другий дивізіон, зона «Центр» | 6     |                    |
| 2002    | Другий дивізіон, зона «Центр» | 6     |                    |
| 2003    | Другий дивізіон, зона «Центр» | 7     |                    |
| 2004    | Другий дивізіон, зона «Центр» | 8     |                    |
| 2005    | Другий дивізіон, зона «Центр» | 9     |                    |
| 2006    | Другий дивізіон, зона «Центр» | 13    |                    |
| 2007    | Другий дивізіон, зона «Центр» | 10    |                    |
| 2008    | Другий дивізіон, зона «Центр» | 12    |                    |
| 2009    | Другий дивізіон, зона «Центр» | 9     |                    |
| 2010    | Другий дивізіон, зона «Центр» | 14    |                    |
| 2011/12 | Другий дивізіон, зона «Центр» | 11    |                    |
| 2012/13 | Другий дивізіон, зона «Центр» | 15    |                    |

### У кубках Росії
| Сезон   | Раунд |
| ------- | ----- |
| 1992/93 | 1/256 |
| 1994/95 | 1/64  |
| 1995/96 | 1/128 |
| 1996/97 | 1/256 |
| 1997/98 | 1/128 |
| 1998/99 | 1/128 |
| 1999/00 | 1/128 |
| 2000/01 | 1/128 |
| 2001/02 | 1/128 |
| 2002/03 | 1/128 |
| 2003/04 | 1/128 |
| 2004/05 | 1/64  |
| 2005/06 | 1/128 |
| 2006/07 | 1/256 |
| 2007/08 | 1/256 |
| 2008/09 | 1/256 |
| 2009/10 | 1/256 |
| 2010/11 | 1/128 |
| 2011/12 | 1/256 |
| 2012/13 | 1/256 |

## Відомі гравці
- Юрій Бистрицький
- Юрій Жирков
- Олександр Крестінін
- Дмитро Сичов